# Challenger de Guangzhou 2015
El torneo ATP Challenger Guangzhou 2015, fue un torneo profesional de tenis. Perteneció al ATP Challenger Tour 2015. Se disputó su 4ª edición sobre superficie dura, en Guangzhou, China entre el 9 de marzo y el 15 de marzo de 2015.

## Jugadores participantes del cuadro de individuales
| Favorito | País                     | Jugador                 | Rank1 | Posición en el torneo |
| -------- | ------------------------ | ----------------------- | ----- | --------------------- |
| 1        | Bandera de Eslovenia     | Blaž Kavčič             | 110   | Primera ronda         |
| 2        | Bandera de Corea del Sur | Chung Hyeon             | 121   | Semifinales           |
| 3        | Bandera de Kazajistán    | Aleksandr Nedovyesov    | 130   | Primera ronda         |
| 4        | Bandera de Rusia         | Alexander Kudryavtsev   | 131   | Primera ronda, retiro |
| 5        | Bandera de Australia     | John Millman            | 137   | Primera ronda         |
| 6        | Bandera de Japón         | Yūichi Sugita           | 148   | Segunda ronda         |
| 7        | Bandera de Japón         | Hiroki Moriya           | 156   | Segunda ronda         |
| 8        | Bandera de España        | Roberto Carballés Baena | 160   | Cuartos de final      |

- 1 Se ha tomado en cuenta el ranking del 2 de marzo de 2015.

### Otros participantes
Los siguientes jugadores recibieron una invitación (wild card), por lo tanto ingresan directamente al cuadro principal (WC):
- Zheng Weiqiang
- Wu Di
- Li Zhe
- Wang Chuhan

Los siguientes jugadores ingresan al cuadro principal tras disputar el cuadro clasificatorio (Q):
- Yusuke Watanuki
- Matwé Middelkoop
- Riccardo Ghedin
- Richard Becker

## Campeones

### Individual Masculino
- Kimmer Coppejans derrotó en la final a  Roberto Marcora, 7–6(8–6), 5–7, 6–1

### Dobles Masculino
- Daniel Muñoz de la Nava /  Aleksandr Nedovyesov' derrotaron en la final a  Fabrice Martin /  Purav Raja, 6–2, 7–5